# Halolaelapidae
Halolaelapidae är en familj av spindeldjur. Halolaelapidae ingår i ordningen kvalster, klassen spindeldjur, fylumet leddjur och riket djur.